# Віткув (Свідницький повіт)
Віткув (пол. Witków) — село в Польщі, у гміні Явожина-Шльонська Свідницького повіту Нижньосілезького воєводства.
Населення — 322 особи (2011).
У 1975-1998 роках село належало до Валбжиського воєводства.

## Демографія
Демографічна структура станом на 31 березня 2011 року:
|          | Загалом | Допрацездатний вік | Працездатний вік | Постпрацездатний вік |
| -------- | ------- | ------------------ | ---------------- | -------------------- |
| Чоловіки | 157     | 33                 | 110              | 14                   |
| Жінки    | 165     | 31                 | 100              | 34                   |
| Разом    | 322     | 64                 | 210              | 48                   |